# Campeonato Mundial de Match Play
El Campeonato Mundial de Match Play fue un torneo masculino de golf que se disputa en la modalidad match play desde el año 1964, fundado por el agente deportivo Mark McCormack. Durante décadas, era el torneo individual más importante del mundo; se disputaba por fuera de toda gira de golf y no otorgaba puntos para la lista mundial de golfistas. El surgimiento del WGC Match Play disminuyó notoriamente su prestigio. Desde 2004, forma parte del European Tour. El jugador más exitoso fue Ernie Els, quien venció siete veces el Campeonato Mundial de Match Play, en tanto que Gary Player y Seve Ballesteros triunfaron en cinco ocasiones.
Inicialmente, el Campeonato Mundial de Golf se disputaba en septiembre u octubre en Wentworth Club en Surrey, Inglaterra, Reino Unido. Se invitaba a 12 golfistas: ocho de ellos ingresaban en octavos de final y cuatro en cuartos de final. En 2004, se amplió la cantidad de participantes a 16, que pasaron a ser elegidos según sus actuaciones en los cuatro torneos mayores. Desde 2009 y hasta 2012, el certamen tuvo lugar en el mes de mayo en la Finca Cortesín Golf Club en Málaga, España. A partir de 2013, el torneo tiene sede en distintos países de Europa.
La bolsa de premios actual es de 2.250.000 euros. En 2014 compitieron 16 golfistas divididos en grupos de cuatro, donde los mejores dos pasaban a cuartos de final.

## Ganadores
| Año  | Golfista          |
| ---- | ----------------- |
| 1964 | Arnold Palmer     |
| 1965 | Gary Player       |
| 1966 | Gary Player       |
| 1967 | Arnold Palmer     |
| 1968 | Gary Player       |
| 1969 | Bob Charles       |
| 1970 | Jack Nicklaus     |
| 1971 | Gary Player       |
| 1972 | Tom Weiskopf      |
| 1973 | Gary Player       |
| 1974 | Hale Irwin        |
| 1975 | Hale Irwin        |
| 1976 | David Graham      |
| 1977 | Graham Marsh      |
| 1978 | Isao Aoki         |
| 1979 | Bill Rogers       |
| 1980 | Greg Norman       |
| 1981 | Seve Ballesteros  |
| 1982 | Seve Ballesteros  |
| 1983 | Greg Norman       |
| 1984 | Seve Ballesteros  |
| 1985 | Seve Ballesteros  |
| 1986 | Greg Norman       |
| 1987 | Ian Woosnam       |
| 1988 | Sandy Lyle        |
| 1989 | Nick Faldo        |
| 1990 | Ian Woosnam       |
| 1991 | Seve Ballesteros  |
| 1992 | Nick Faldo        |
| 1993 | Corey Pavin       |
| 1994 | Ernie Els         |
| 1995 | Ernie Els         |
| 1996 | Ernie Els         |
| 1997 | Vijay Singh       |
| 1998 | Mark O'Meara      |
| 1999 | Colin Montgomerie |
| 2000 | Lee Westwood      |
| 2001 | Ian Woosnam       |
| 2002 | Ernie Els         |
| 2003 | Ernie Els         |
| 2004 | Ernie Els         |
| 2005 | Michael Campbell  |
| 2006 | Paul Casey        |
| 2007 | Ernie Els         |
| 2008 | No se disputó.    |
| 2009 | Ross Fisher       |
| 2010 | No se disputó.    |
| 2011 | Ian Poulter       |
| 2012 | Nicolas Colsaerts |
| 2013 | Graeme McDowell   |
| 2014 | Mikko Ilonen      |